# Šarec (priimek)
Šarec je priimek več znanih Slovencev:
- Aleš Šarec (1932—2006), arhitekt, urbanist
- Feliks Šarec (tudi Šerc) (1868—1892), pripovednik
- Lučka Šarec (1941—1987), arhitektka
- Marjan Šarec (*1977), igralec, imitator in politik
- Veronika Šarec (*1968), alpska smučarka (mag. glasbene pedagogike)